# Zvezne države Brazilije
Zvezne države Brazilije (portugalsko unidades federativas do Brasil) so podnacionalne enote z določeno stopnjo avtonomije (samoupravljanje, samoregulacija in samozbiranje) ter opremljene z lastno vlado in ustavo, ki skupaj tvorita Zvezno Republiko Brazilijo. Obstaja 26 držav (estados) in eno zvezno okrožje (distrito federal). Države na splošno temeljijo na zgodovinskih, konvencionalnih mejah, ki so se razvile skozi čas. Zvezne države so razdeljene na občine, zvezno okrožje pa prevzame pristojnosti tako države kot občine.

## Vlada
Vlada vsake zvezne države Brazilije je razdeljena na izvršilno, zakonodajno in sodno vejo.
Državno izvršilno vejo vodi guverner države in vključuje viceguvernerja, ki ju oba izvolijo državljani države. Guverner imenuje več državnih sekretarjev (vsakega zadolženega za določen resor) in državnega pravobranilca.
Državna zakonodajna veja oblasti je zakonodajna skupščina, enodomni organ, ki ga sestavljajo poslanci, ki jih izvolijo državljani države.
Sodstvo v vsaki državi sestavljajo sodniki, ki sestavljajo sodišča prve stopnje, in sodišče, ki je sodišče druge stopnje države in je sestavljeno iz sodnikov, imenovanih desembargadores. Sodniki se kvalificirajo z izpiti ali pa so imenovani.
Države so razdeljene na občine, ki imajo različne pristojnosti in se štejejo za avtonomne od držav. Občine imajo župana, podžupana in zbor svetnikov, vse izvolijo državljani občine, vendar nimajo ločenega sodstva.
Zvezno okrožje ima enako izvršilno, zakonodajno in sodno organizacijo kot država, vendar ni razdeljeno na občine, zato je njegovo ozemlje sestavljeno iz več upravnih regij. Te regije neposredno upravlja vlada zveznega okrožja, ki izvaja ustavna in pravna pooblastila, ki so enakovredna državnim in občinskim, s čimer hkrati prevzema vse obveznosti, ki izhajajo iz njih.
Fernando de Noronha ni občina, ampak državno okrožje Pernambuco (edino državno okrožje v državi). Upravljata ga generalni administrator, ki ga imenuje guverner Pernambuca, in svet, katerega člane izvolijo državljani okrožja.
Vse zvezne države in zvezno okrožje so zastopane v nacionalnem kongresu, vsaka s tremi senatorji in med osmimi in 70 poslanci, odvisno od njihove populacije. Državljani vseh držav in zveznega okrožja volijo te nacionalne predstavnike ter predsednika in podpredsednika.

## Zgodovina
Sedanje države Brazilije sledijo svoji zgodovini neposredno do kapitanij, ki jih je ustanovila Portugalska po pogodbi iz Tordesillasa, ki je razdelila svet med Portugalsko in Španijo.
Prve upravne delitve Brazilije so bile dedne kapitanije (capitanias hereditárias), zemljišča, ki jih je portugalska krona podelila plemičem ali trgovcem z listino za kolonizacijo dežele. Prvo takšno kapitanstvo je bil otok São João, ki ga je leta 1504 podelil Fernão de Loronha. Celinsko ozemlje je bilo leta 1534 razdeljeno na kapitanije, ki so na splošno sledile črtam zemljepisne širine, čeprav so nekatere sledile poldnevnikom ali diagonalnim črtam. Vsak od nosilcev teh kapitanij je bil imenovan kapitan donat (capitão donatário). Kapetanije naj bi podedovali potomci imetnikov, vendar je krona ohranila moč, da jih ponovno pridobi.
Leta 1549 je portugalska krona imenovala Toméja de Souso za prvega generalnega guvernerja velikega portugalskega dominiona v Južni Ameriki, znanega kot država Brazilija (Estado do Brasil). Leta 1621 je bil severni del dominiona odcepljen in je postal ločena entiteta, znana kot država Maranhao. Vendar so kapitanije še naprej obstajale pod obema državama kot regionalne uprave.
Med Ibersko unijo (1580–1640), ki je portugalskim naseljencem omogočila vstop v španske domene, se je ozemlje portugalskih kolonialnih domen v Južni Ameriki več kot podvojilo, pri čemer sta se državi Brazilija in Maranhão močno razširili proti zahodu. Po razpadu unije je Portugalska uveljavila svoje ozemeljske zahteve, ki jih je Španija na koncu sprejela z Madridsko pogodbo leta 1750. V tem obdobju je bilo ustanovljenih ali združenih več kapitanij, tako v prvotni kot zahodni domeni, nekatere pa so bile vrnjene kroni in postale kraljeve kapitanije.
Vlada markiza Pombala (1750–1777) je znatno centralizirala upravo portugalskih kolonij. Do leta 1759 so bile vse kapitanije vrnjene kroni, pri čemer so kapitani postali imenovani in ne priznani z dedovanjem. Nekatere kapitanije so bile imenovane za generalne kapitanije, ki so jim bile podrejene druge kapitanije. Poleg tega sta bili državi Grão-Pará in Rio Negro ter državi Maranhão in Piauí, ki sta bili ločeni od države Maranhão, leta 1775 ponovno vključeni v državo Brazilija pod enim samim generalnim guvernerjem. Ta centralizacija je kasneje pripomogla k ohranitvi Brazilije kot enotne nacionalne države, pri čemer se je izognila razdrobljenosti, podobni tisti v španskih domenah.
Kapitanije so leta 1821, v zadnjih letih kraljevine Brazilije (združene s Portugalsko), postale province in ohranile to oznako po osamosvojitvi leta 1822 pod Brazilskim cesarstvom. Večina notranjih meja je ostala nespremenjena od konca kolonialnega obdobja, na splošno po naravnih značilnostih, kot so reke in gorski grebeni. Narejenih je bilo nekaj sprememb, ki so ustrezale domači politiki (prenos Triângulo Mineiro iz Goiása v Minas Gerais, prenos južnega brega reke São Francisco iz Pernambuca v Minas Gerais in kasneje v Bahio, ločitev glavnega mesta Rio de Janeiro kot nevtralne občine zunaj katere koli province, ločitev Amazonas od Pará in ločitev Parane od São Paula), kot tudi mednarodne prilagoditve meja, ki so posledica diplomatske rešitve ozemeljskih sporov. Provinca Cisplatine je bila leta 1821 priključena Braziliji, leta 1825 je razglasila neodvisnost kot Urugvaj in je bila priznana s pogodbo v Montevideu leta 1828.
Ko je Brazilija leta 1889 postala republika, so vse province postale države, nevtralna občina pa zvezno okrožje. Leta 1903 je Brazilija s pogodbo iz Petrópolisa od Bolivije pridobila ozemlje Acre.
V letih 1942–1943 je Vargasov režim z vstopom Brazilije v drugo svetovno vojno od meja države ločil šest strateških ozemelj, da bi jih neposredno upravljal: otočje Fernando de Noronha (iz Pernambuca), Amapá (iz Pará), Rio Branco (iz Amazonasa), Guaporé (iz Mato Grossa in Amazonasa), Ponta Porã (iz Mato Grossa) in Iguaçu (iz Parane in Santa Catarine). Kmalu po vojni je brazilska ustava iz leta 1946 vrnila Ponta Porã in Iguaçu v prvotni državi. Guaporé se je leta 1956 preimenoval v Rondônia, Rio Branco pa v Roraima leta 1962, medtem ko so ostala ozemlja skupaj z Amapá in Fernando de Noronha. Acre je leta 1962 postal država.
Leta 1960 so iz Goiása izklesali zvezno okrožje pravokotne oblike, da bi vsebovalo novo glavno mesto, Brasílio. Prejšnje zvezno okrožje je postalo država Guanabara, vendar je bilo leta 1975 ponovno vključeno v prvotno zvezno državo Rio de Janeiro in postalo njeno glavno mesto kot mesto Rio de Janeiro.
Leta 1977 je južni del Mato Grossa postal država Mato Grosso do Sul. In 1981, Rondônia became a state. Leta 1981 je Rondônia postala država. Brazilska ustava iz leta 1988 je ustvarila državo Tocantins iz severnega dela Goiása, ustanovila Amapá in Roraima kot državi ter vrnila otočje Fernando de Noronha v Pernambuco.[1] Ustava je tako končala vsa preostala ozemlja, ohranila pa je možnost oblikovanja drugih v prihodnosti.

#### Predlagana delitev Pará
11. decembra 2011 je v zvezni državi Pará potekal posvetovalni referendum o ustanovitvi dveh novih zveznih držav iz njenih delov (Tapajós in Carajás, preostali del zvezne države pa ostane Pará). Oba predloga je zavrnilo približno 66 % volivcev po vsej državi, vendar odraža močno geografsko razdeljenost z več kot 90-odstotno odobritvijo volivcev v predlaganih odcepljenih regijah in več kot 90-odstotnim neodobravanjem tistih v preostali državi.

### Zemljevidi
- 1534
Kapetanije Brazilije[a]
- 1709–1720/1761–1779
Širitve in združitve[b]
- 1822
Cesarske province
- 1889
Države na začetku republike[c]
- 1943
Obmejna ozemlja
- 1988
Trenutno stanje

## Seznam
| Zastava in ime           | Koda | Glavno mesto   | Največje mesto | Površina  | Površina | Štev. prebivalcev (Maj 2023) | Gostota 2022 | Gostota 2022 | BDP (R$ milijonov, 2022) | HDI (2022) |
| Zastava in ime           | Koda | Glavno mesto   | Največje mesto | km2       | sq mi    | Štev. prebivalcev (Maj 2023) | per km2      | per sq mi    | BDP (R$ milijonov, 2022) | HDI (2022) |
| ------------------------ | ---- | -------------- | -------------- | --------- | -------- | ---------------------------- | ------------ | ------------ | ------------------------ | ---------- |
| Acre                     | AC   | Rio Branco     | Rio Branco     | 164.123   | 63.368   | 830,018                      | 634          | 1.640        | 21000                    | 0,719      |
| Alagoas                  | AL   | Maceió         | Maceió         | 27.779    | 10.726   | 3127683                      | 125,52       | 325,1        | 73000                    | 0,683      |
| Amapá                    | AP   | Macapá         | Macapá         | 142.829   | 55.147   | 733759                       | 2,63         | 6,8          | 9000                     | 0,740      |
| Amazonas                 | AM   | Manaus         | Manaus         | 1.559.159 | 601.995  | 3941613                      | 2,58         | 6,7          | 103000                   | 0,733      |
| Bahia                    | BA   | Salvador       | Salvador       | 564.733   | 218.045  | 14141626                     | 30,52        | 79,0         | 257000                   | 0,714      |
| Ceará                    | CE   | Fortaleza      | Fortaleza      | 148.921   | 57.499   | 8794957                      | 60,33        | 156,3        | 410000                   | 0,735      |
| Zvezno okrožje Brazilije | DF   | Brasília       | Brasília       | 5.780     | 2.230    | 2817381                      | 493,00       | 1.276,9      | 249000                   | 0,850      |
| Espírito Santo           | ES   | Vitória        | Serra          | 46.096    | 17.798   | 3833712                      | 80,63        | 208,8        | 125000                   | 0,772      |
| Goiás                    | GO   | Goiânia        | Goiânia        | 340.112   | 131.318  | 7056495                      | 18,46        | 47,8         | 202000                   | 0,769      |
| Maranhão                 | MA   | São Luís       | São Luís       | 331.937   | 128.162  | 6776699                      | 19,03        | 49,3         | 102000                   | 0,687      |
| Mato Grosso              | MT   | Cuiabá         | Cuiabá         | 903.366   | 348.792  | 3658649                      | 4,01         | 10,4         | 142000                   | 0,774      |
| Mato Grosso do Sul       | MS   | Campo Grande   | Campo Grande   | 357.146   | 137.895  | 2880308                      | 7,83         | 20,3         | 107000                   | 0,766      |
| Minas Gerais             | MG   | Belo Horizonte | Belo Horizonte | 586.522   | 226.457  | 21279353                     | 31,72        | 82,2         | 583000                   | 0,787      |
| Pará                     | PA   | Belém          | Belém          | 1.247.955 | 481.838  | 8639532                      | 7,02         | 18,2         | 156000                   | 0,698      |
| Paraíba                  | PB   | João Pessoa    | João Pessoa    | 56.470    | 21.800   | 4175326                      | 78,93        | 204,4        | 60000                    | 0,722      |
| Paraná                   | PR   | Curitiba       | Curitiba       | 199.308   | 76.953   | 11623091                     | 43,46        | 112,6        | 417000                   | 0,792      |
| Pernambuco               | PE   | Recife         | Recife         | 98.148    | 37.895   | 9645321                      | 103,83       | 268,9        | 201000                   | 0,727      |
| Piauí                    | PI   | Teresina       | Teresina       | 251.578   | 97.135   | 3341352                      | 9,73         | 25,2         | 26000                    | 0,697      |
| Rio de Janeiro           | RJ   | Rio de Janeiro | Rio de Janeiro | 43.780    | 16.900   | 16055174                     | 387,46       | 1.003,5      | 693000                   | 0,796      |
| Rio Grande do Norte      | RN   | Natal          | Natal          | 52.811    | 20.390   | 3619619                      | 62,74        | 162,5        | 76000                    | 0,731      |
| Rio Grande do Sul        | RS   | Porto Alegre   | Porto Alegre   | 281.730   | 108.780  | 10882965                     | 36,84        | 95,4         | 444000                   | 0,787      |
| Rondônia                 | RO   | Porto Velho    | Porto Velho    | 237.591   | 91.734   | 1837905                      | 7,34         | 19,0         | 19000                    | 0,725      |
| Roraima                  | RR   | Boa Vista      | Boa Vista      | 224.301   | 86.603   | 708352                       | 2,54         | 6,6          | 8000                     | 0,752      |
| Santa Catarina           | SC   | Florianópolis  | Joinville      | 95.736    | 36.964   | 7218704                      | 69,74        | 180,6        | 293000                   | 0,808      |
| São Paulo                | SP   | São Paulo      | São Paulo      | 248.223   | 95.839   | 44411238                     | 175,73       | 455,1        | 1964000                  | 0,826      |
| Sergipe                  | SE   | Aracaju        | Aracaju        | 21.915    | 8.461    | 2403563                      | 97,64        | 252,9        | 38000                    | 0,702      |
| Tocantins                | TO   | Palmas         | Palmas         | 277.721   | 107.229  | 1692452                      | 5,74         | 14,9         | 21000                    | 0,743      |

Druge statistike po: najvišji točki, stopnji pismenosti, pričakovani življenjski dobi, umrljivosti dojenčkov, stopnji umorov.
1. ↑  Ta zemljevid imenuje vzhodno kapitanijo Maranhão kot Piauí in ne prikazuje kapitanije otoka São João.
2. ↑  Ta anahronistični zemljevid prikazuje kapitaniji São Paulo in Minas de Ouro od njene ustanovitve leta 1709 do prve delitve leta 1720 ter kapitaniji Bahia in Pernambuco od zadnje združitve z okoliškimi kapitanijami leta 1761 do njihove prve naslednje delitve leta 1779. Kapetanija Rio Grande de São Pedro je bila od ustanovitve leta 1760 do 1807 podrejena Riu de Janeiru. Kapetaniji Maranhão in Grão-Pará sta ostali nespremenjeni v celotnem tem obdobju.
3. ↑  Ta zemljevid prikazuje celotno prihodnje ozemlje Guaporéja in države Rondônia kot del Mato Grossa, vendar je bil njegov severozahodni del del Amazonasa.[13]

### Približno ujemanje med zgodovinskimi delitvami
| Ime Brazilija                                        | država Maranhão in Grão-Pará | Država Brazilija           | Brazilsko cesarstvo    | Brazilsko cesarstvo | združene države Brazilije            | združene države Brazilije            | Federativna republika Brazilija | Federativna republika Brazilija | Federativna republika Brazilija |
| Ime Brazilija                                        | Brazilija                    | Država Brazilija           | Brazilsko cesarstvo    | Brazilsko cesarstvo | združene države Brazilije            | združene države Brazilije            | Federativna republika Brazilija | Federativna republika Brazilija | Federativna republika Brazilija |
| 1534                                                 | 1654                         | 1775                       | 1822                   | 1853                | 1889                                 | 1943                                 | 1967                            | 1977                            | 1988                            |
| Kapitanije                                           | Kapitanije                   | kapitanije splošno         | Province               | Province            | Zvezne države                        | Zvezne države                        | Zvezne države                   | Zvezne države                   | Zvezne države                   |
| Kapitanije                                           | Kapitanije                   | kapitanije splošno         | Province               | nevtralne občine    | zvezno okrožje                       | zvezno okrožje                       | zvezno okrožje                  | zvezno okrožje                  | zvezno okrožje                  |
| Kapitanije                                           | Kapitanije                   | kapitanije splošno         | Province               | nevtralne občine    | zvezno okrožje                       | ozemlja                              | ozemlja                         | ozemlja                         | zvezno okrožje                  |
| ---------------------------------------------------- | ---------------------------- | -------------------------- | ---------------------- | ------------------- | ------------------------------------ | ------------------------------------ | ------------------------------- | ------------------------------- | ------------------------------- |
| del Tierra Firme in guvernat Nova Kastilija          | del podkraljevina Peru       | del podkraljevina Peru     | del podkraljevina Peru | del Bolivija        | del Bolivija                         | Acre                                 | Acre                            | Acre                            | Acre                            |
| del Tierra Firme in guvernat Nova Kastilija          | Grão-Pará                    | Grão-Pará                  | Grão-Pará              | Amazonas            | Amazonas                             | Amazonas                             | Amazonas                        | Amazonas                        | Amazonas                        |
| del Tierra Firme in guvernat Nova Kastilija          | Grão-Pará                    | Grão-Pará                  | Grão-Pará              | Amazonas            | Amazonas                             | Rio Branco                           | Roraima                         | Roraima                         | Roraima                         |
| del Tierra Firme in guvernat Nova Kastilija          | Grão-Pará                    | Grão-Pará                  | Grão-Pará              | Pará                | Pará                                 | Pará                                 | Pará                            | Pará                            | Pará                            |
| del Tierra Firme in guvernat Nova Kastilija          | Grão-Pará                    | Grão-Pará                  | Grão-Pará              | Pará                | Pará                                 | Amapá                                | Amapá                           | Amapá                           | Amapá                           |
| Maranhão (zahod)                                     | Maranhão                     | Maranhão                   | Maranhão               | Maranhão            | Maranhão                             | Maranhão                             | Maranhão                        | Maranhão                        | Maranhão                        |
| Maranhão (vzhod)                                     | Maranhão                     | Maranhão                   | Piauí                  | Piauí               | Piauí                                | Piauí                                | Piauí                           | Piauí                           | Piauí                           |
| Ceará                                                | Ceará                        | kapitanija Pernambuco      | Ceará                  | Ceará               | Ceará                                | Ceará                                | Ceará                           | Ceará                           | Ceará                           |
| kapitanija Rio Grande                                | kapitanija Rio Grande        | kapitanija Pernambuco      | Rio Grande do Norte    | Rio Grande do Norte | Rio Grande do Norte                  | Rio Grande do Norte                  | Rio Grande do Norte             | Rio Grande do Norte             | Rio Grande do Norte             |
| Itamaracá                                            | Paraíba                      | kapitanija Pernambuco      | Paraíba                | Paraíba             | Paraíba                              | Paraíba                              | Paraíba                         | Paraíba                         | Paraíba                         |
| São João                                             | São João                     | kapitanija Pernambuco      | Pernambuco             | Pernambuco          | Pernambuco                           | Fernando de Noronha                  | Fernando de Noronha             | Fernando de Noronha             | Pernambuco                      |
| kapitanija Pernambuco                                | kapitanija Pernambuco        | kapitanija Pernambuco      | Pernambuco             | Pernambuco          | Pernambuco                           | Pernambuco                           | Pernambuco                      | Pernambuco                      | Pernambuco                      |
| kapitanija Pernambuco                                | kapitanija Pernambuco        | kapitanija Pernambuco      | Alagoas                |                     |                                      |                                      |                                 |                                 |                                 |
| kapitanija Bahia                                     | kapitanija Bahia             | kapitanija Bahia           | Sergipe                | Sergipe             | Sergipe                              | Sergipe                              | Sergipe                         | Sergipe                         | Sergipe                         |
| Ilhéus                                               | Ilhéus                       | kapitanija Bahia           | Bahia                  | Bahia               | Bahia                                | Bahia                                | Bahia                           | Bahia                           | Bahia                           |
| Porto Seguro                                         |                              | kapitanija Bahia           | Bahia                  | Bahia               | Bahia                                | Bahia                                | Bahia                           | Bahia                           | Bahia                           |
| Espírito Santo                                       | Espírito Santo               | kapitanija Bahia           | Espírito Santo         | Espírito Santo      | Espírito Santo                       | Espírito Santo                       | Espírito Santo                  | Espírito Santo                  | Espírito Santo                  |
| São Tomé                                             | Rio de Janeiro               | Rio de Janeiro             | Rio de Janeiro         | Rio de Janeiro      | Rio de Janeiro                       | Rio de Janeiro                       | Rio de Janeiro                  | Rio de Janeiro                  | Rio de Janeiro                  |
| kapitanija São Vicente\|São Vicente (sever)]]        | Rio de Janeiro               | Rio de Janeiro             | Rio de Janeiro         | nevtralna občina    | zvezno okrožje Brazilija (1891–1960) | zvezno okrožje Brazilija (1891–1960) | Guanabara                       | Rio de Janeiro                  | Rio de Janeiro                  |
| kapitanija São Vicente\|São Vicente (sever)]]        | kapitanija São Vicente       | Minas Gerais               | Minas Gerais           | Minas Gerais        | Minas Gerais                         | Minas Gerais                         | Minas Gerais                    | Minas Gerais                    | Minas Gerais                    |
| del guvernata Nova Kastilija in guvernat Novi Toledo | kapitanija São Vicente       | Goiás                      | Goiás                  | Goiás               | Goiás                                | Goiás                                | Goiás                           | Goiás                           | Tocantins                       |
| del guvernata Nova Kastilija in guvernat Novi Toledo | kapitanija São Vicente       | Goiás                      | Goiás                  | Goiás               | Goiás                                | Goiás                                | Goiás                           | Goiás                           | Goiás                           |
| del guvernata Nova Kastilija in guvernat Novi Toledo | kapitanija São Vicente       | Goiás                      | Goiás                  | Goiás               | Goiás                                | Goiás                                | Zvezno okrožje Brazilija        |                                 |                                 |
| del guvernata Nova Kastilija in guvernat Novi Toledo | kapitanija São Vicente       | Mato Grosso                | Mato Grosso            | Mato Grosso         | Mato Grosso                          | Guaporé                              | Rondônia                        | Rondônia                        | Rondônia                        |
| del guvernata Nova Kastilija in guvernat Novi Toledo | kapitanija São Vicente       | Mato Grosso                | Mato Grosso            | Mato Grosso         | Mato Grosso                          | Mato Grosso                          | Mato Grosso                     | Mato Grosso                     | Mato Grosso                     |
| del guvernata Nova Kastilija in guvernat Novi Toledo | kapitanija São Vicente       | Mato Grosso                | Mato Grosso            | Mato Grosso         | Mato Grosso                          | zvezno območje Ponta Porã            | Mato Grosso                     | Mato Grosso do Sul              | Mato Grosso do Sul              |
| Santo Amaro                                          | kapitanija São Vicente       | São Paulo                  | São Paulo              | São Paulo           | São Paulo                            | São Paulo                            | São Paulo                       | São Paulo                       | São Paulo                       |
| kapitanija São Vicente                               | kapitanija São Vicente       | São Paulo                  | São Paulo              | São Paulo           | São Paulo                            | São Paulo                            | São Paulo                       | São Paulo                       | São Paulo                       |
| Paraná                                               | Paraná                       | São Paulo                  | São Paulo              | Paraná              | Paraná                               | Paraná                               | Paraná                          |                                 |                                 |
| Paraná                                               | Paraná                       | São Paulo                  | São Paulo              | območje Iguaçu      | Paraná                               | Paraná                               | Paraná                          |                                 |                                 |
| Santana                                              | Santana                      | Rio de Janeiro (odvisnost) | Santa Catarina         | Santa Catarina      | Santa Catarina                       | Santa Catarina                       | Santa Catarina                  | Santa Catarina                  |                                 |
| Santana                                              | Santana                      | Rio de Janeiro (odvisnost) | Santa Catarina         | Santa Catarina      | Santa Catarina                       | Santa Catarina                       | Santa Catarina                  | Santa Catarina                  | Santa Catarina                  |
| del guvernata Nova Andaluzij                         | del podkraljestva Peru       | Rio de Janeiro (odvisnost) | Rio Grande do Sul      | Rio Grande do Sul   | Rio Grande do Sul                    | Rio Grande do Sul                    | Rio Grande do Sul               | Rio Grande do Sul               | Rio Grande do Sul               |
| del guvernata Nova Andaluzij                         | del podkraljestva Peru       | del podkraljestva Peru     | Cisplatina             | Urugvaj             | Urugvaj                              | Urugvaj                              | Urugvaj                         | Urugvaj                         | Urugvaj                         |